# Ikonologia
Ikonologia (gr. kl., εικών „malarstwo” i λόγος „nauka”) – nauka o symbolice obrazów i ich treści. Jest też traktowana jako metoda odczytywania treści dzieła sztuki przez rozszyfrowywanie znaczeń przedstawionych i zestawionych w tym dziele symboli.

## Historia ikonologii
Cesare Ripa (1555–1622), włoski pisarz i badacz sztuki, wydał w 1593 ilustrowaną Ikonologię (Iconologia overo Descrittione dell'Imagini universali), zawierającą najważniejsze symbole epoki.
Pierwszy krok od ikonografii ku ikonologii uczynił niemiecki historyk sztuki i teoretyk kultury Aby Warburg (1866–1929), który podjął próbę zastosowania metodologii nauk przyrodniczych w dziedzinie nauk humanistycznych przy analizie obrazów Botticellego Narodziny Wenus i Primavera.
Niemiecki historyk sztuki Erwin Panofsky (1892–1968), współtwórca (obok Warburga, Saxlaa i Cassirera) tzw. szkoły hamburskiej, opublikował w 1927 r. książkę pt. Perspektywa jako forma symboliczna, a w 1939 r. Studia ikonologiczne, pracę, w której zastosował opracowaną przez siebie, metodę badania treści dzieła sztuki. Metoda Ponfsky’ego składa się z trzech części: opisu przedikonograficznego, analizy ikonograficznej i analizy ikonologicznej, a każda z nich odsłania kolejne warstwy znaczeniowe dzieła, a przy okazji najlepiej ilustruje różnicę między ikonografią i ikonologią.